# Municipio 2 (Arkansas)
El municipio 2 (en inglés: Township 2) es un municipio ubicado en el condado de Benton en el estado estadounidense de Arkansas. En el año 2010 tenía una población de 14279 habitantes y una densidad poblacional de 49,29 personas por km².

## Geografía
El municipio 2 se encuentra ubicado en las coordenadas 36°16′50″N 93°58′0″O / 36.28056, -93.96667. Según la Oficina del Censo de los Estados Unidos, el municipio tiene una superficie total de 289.67 km², de la cual 246.01 km² corresponden a tierra firme y (15.07%) 43.67 km² es agua.

## Demografía
Según el censo de 2010, había 14279 personas residiendo en el municipio 2. La densidad de población era de 49,29 hab./km². De los 14279 habitantes, el municipio 2 estaba compuesto por el 78.98% blancos, el 0.48% eran afroamericanos, el 1.25% eran amerindios, el 0.7% eran asiáticos, el 0.02% eran isleños del Pacífico, el 15.37% eran de otras razas y el 3.19% pertenecían a dos o más razas. Del total de la población el 30.15% eran hispanos o latinos de cualquier raza.